# دیوید زجاس
دیوید زجاس (انگلیسی: David Zajas؛ زادهٔ ۱ مهٔ ۱۹۸۳) بازیکن فوتبال اهل آلمان است.
از باشگاه‌هایی که در آن بازی کرده‌است می‌توان به باشگاه فوتبال بوخوم اشاره کرد.